# Traité de partenariat stratégique global entre l'Iran et la Russie
Le traité de partenariat stratégique global entre l'Iran et la Russie signé le 17 janvier 2025 par le président russe Vladimir Poutine et le président iranien Massoud Pezechkian est un traité visant à améliorer les liens entre les deux nations.

## Traité
Ce traité vise à élargir la coopération économique, à atténuer l'impact des sanctions américaines (en) et à renforcer les partenariats militaires et politiques. L'accord est conçu pour régir les relations entre la Russie et l'Iran pour les 20 prochaines années, couvrant divers domaines, notamment la défense, la lutte contre le terrorisme, l'énergie, la finance et la culture. Le traité comprend 47 articles portant sur la coopération en matière de technologie, d'information et de cybersécurité, la collaboration dans le domaine de l'énergie nucléaire pacifique, les efforts de lutte contre le terrorisme, la coopération régionale, les questions environnementales et la lutte contre le blanchiment d'argent et le crime organisé,,,,,.

## Dispositions
L'accord vise à renforcer les liens commerciaux et économiques, les échanges bilatéraux ayant augmenté de 15,5% pour atteindre 3,77 milliards de dollars entre janvier et octobre 2024.